# Вавелска катедрала
Краљевска катедрала аркадне базилике Светих Станислава, Вацлава на Вавелском брду, (пољ. królewska bazylika archikatedralna śś. Stanisława i Wacława na Wawelu) познатија као Вавелска катедрала (пољ. Wawelska katedra) је католичка црква која се налази на Вавелском брду у Кракову. Црква је изграђена у 11. веку, представља пољско национално светилиште, а током историје била је место крунисања владара Пољске, као и главна катедрала Римокатоличке архиепископије у Кракову. Карол Јозеф Војтила који је 1978. године постао Папа Јован Павле II дан након његовог рукоположења свештенству, имао је своју прву мису у катедрали ове цркве, 2. новембра 1946. године.

## Ентеријер
Катедрала се састоји од брода, са бочним бродовима, трансептом, деамбулаторијумом и излазном капелом. Главни олтар смештен је у апсиди, направљен је око 1650. године од стране бискупа Петра Гембичког, а пројектовао га је Ђовани Батиста, италијански барокни архитекта. Олтар је осликан од стране Марцина Блечовског и потиче из 17. века. Код главног олтрара налази се висок балдахин од црног мермера, који држе четири стуба, а пројектовали су их Ђовани Батиста и Матео Кастели у периоду од 1626—1629. године. Испод балдахина налази се сребрни ковчег националног заштитника Светог Станислава, направљен између 1669—1671. године, након што је претходни, дониран 1512. године од стране Жигмунда Пољског украден, 1655. године.

## Црквена капела
Катедрала Вавел била је главна гробница владара Пољске, од 14. века.
Сигмунска капела, која се налази поред јужног зида катедрале једна је од најзначајнијих делова архитектуре Кракова и "најчистији" пример ренесансне архитектуре ван Италије. Њена изградња финансирана је од стране Жигмунда Пољског, а направљена је у периоду између 1517—1533. године од стране Бартоломеа Береција. У квадратној капели са златном куполом налазе се гробнице њених оснивача и његове деце Сигисмунда II Августа и Ане Јагелонске.

### Крипта светог Леонарда испод катедрале
У крипти испод Вавелске катедрале, сахрањени су пољски краљеви, национални хероји, генерали и револуционери, укључујући осниваче државне заједнице Пољске и Литваније, као што су Јан III Собјески и његова супруга Марија Казимир, посмртни остаци Тадеуша Кошћушког, који је подигао Кошћушков устанак. Поред њих сахрањени су и Адам Мицкјевич, Јулијус Словачки, Владислав Сикорски, Јозеф Пилсудски, оснивач Друге пољске републике.

### Сахрањени у крипти светог Леондарда
Пољски краљеви и краљице
- Владислав I Кратки
- Казимир III
- Јадвига Пољска
- Владислав II Јагело
- Казимир IV
- Јан I Олбрахт
- Жигмунд Пољски
- Сигисмунд II Август
- Стефан Батори
- Ана Јагелонска
- Сигисмунд III Васа
- Владислав IV Васа
- Јан II Казимир
- Михаил Корибут Вишњевецки
- Јан III Собјески
- Август II Јаки

Пољски свеци
- Свети Станислав
- Хедвига Шлеска

Друге знамените личности
- Принцеза Елизабета од Пољске
- Адам Стефан Сапега
- Тадеуш Кошћушко
- Јозеф Пилсудски
- Адам Мицкјевич
- Лех Качињски и Марија Качињска
- Јулиуз Словачки
- Циприан Норвид

## Галерија
- Сигисмунд торањ, торањ са сатовима и сребрни звоник
- Главна капија између капеле Светог Крста (десно) и капеле Свете Тројице (лево)
- Капела Васа
- Капела Светог Крста
- Улаз у катедралу Вавел, са западне стране

- Главни позлаћени олтар
- Споменик Владиславу III Јагелонацу
- Гробница Казимира III
- Саркофаг Светог Станислава
- Сакристија